# Ceropsora
Ceropsora är ett släkte av svampar. Ceropsora ingår i familjen Coleosporiaceae, ordningen Pucciniales, klassen Pucciniomycetes, divisionen basidiesvampar och riket svampar.
|           | Chrysomyxa                         |
|           |                                    |
|           | Coleosporium                       |
|           |                                    |
|           | Gallowaya                          |
|           |                                    |
|           | Diaphanopellis                     |
|           |                                    |
| Ceropsora | \| \| Ceropsora piceae \| \| \| \| |
|           | \| \| Ceropsora piceae \| \| \| \| |
|           | Ceropsora piceae                   |
|           |                                    |

|  | Ceropsora piceae |
|  |                  |